# Australien i olympiska sommarspelen 1968

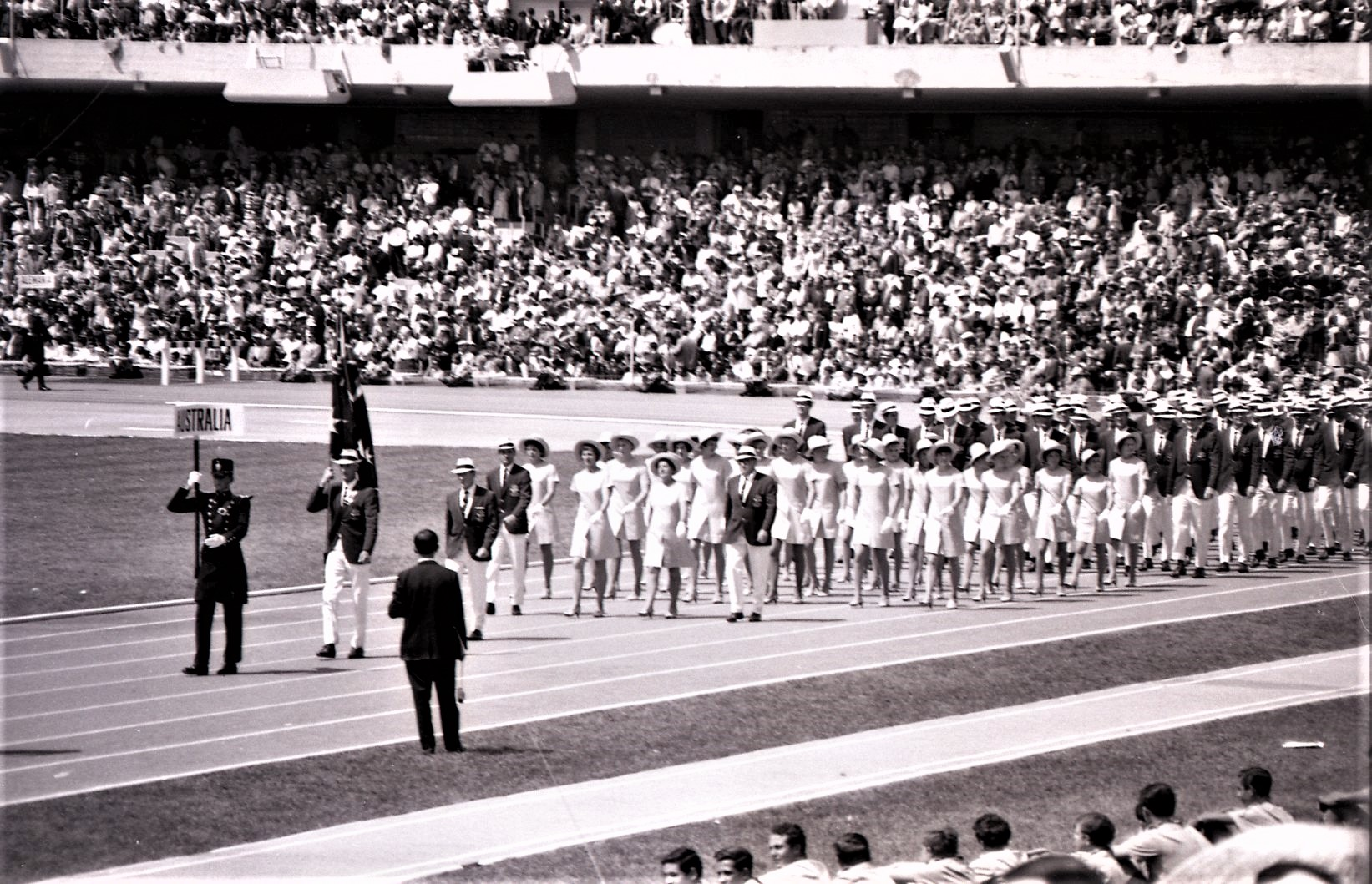
Öppningsceremonin.

Australien deltog med 128 deltagare vid de olympiska sommarspelen 1968 i Mexico City. Totalt vann de fem guldmedaljer, sju silvermedaljer och fem bronsmedaljer.

## Medaljer

### Guld
- Ralph Doubell - Friidrott, 800 meter.
- Maureen Caird - Friidrott, 80 meter häck.
- Michael Wenden - Simning, 100 meter frisim.
- Michael Wenden - Simning, 200 meter frisim.
- Lyn McClements - Simning, 100 meter fjäril.

### Silver
- Peter Norman - Friidrott, 200 meter.
- Raelene Boyle - Friidrott, 200 meter.
- Pamela Kilborn - Friidrott, 80 meter häck.
- Paul Dearing, Raymond Evans, Brian Glencross, Robert Haigh, Donald Martin, James Mason, Patrick Nilan, Eric Pearce, Gordon Pearce, Julian Pearce, Desmond Piper, Fred Quine, Ronald Riley och Donald Smart - Landhockey.
- Bob Shirlaw, Gary Pearce, John Ranch, David Douglas, Peter Dickson, Joe Fazio, Michael Morgan, Alf Duval och Alan Grover - Rodd, åtta med styrman.
- Greg Rogers, Graham White, Bob Windle, Michael Wenden - Simning, 4 x 200 meter frisim.
- Lynne Watson, Judy Playfair, Lyn McClements, Janet Steinbeck - Simning, 4 x 100 meter medley.

### Brons
- Jenny Lamy - Friidrott, 200 meter.
- Bill Roycroft, Brian Cobcroft, James Scanlon och Wayne Roycroft - Ridsport, fälttävlan.
- Greg Brough - Simning, 1500 meter frisim .
- Karen Moras - Simning, 400 meter frisim.
- Greg Rogers, Graham White, Bob Windle, Michael Wenden - Simning, 4 x 100 meter frisim.